# Hypolimnas alcithoe
Hypolimnas alcithoe är en fjärilsart som beskrevs av Pieter Cramer 1779. Hypolimnas alcithoe ingår i släktet Hypolimnas och familjen praktfjärilar. Inga underarter finns listade i Catalogue of Life.

## Bildgalleri

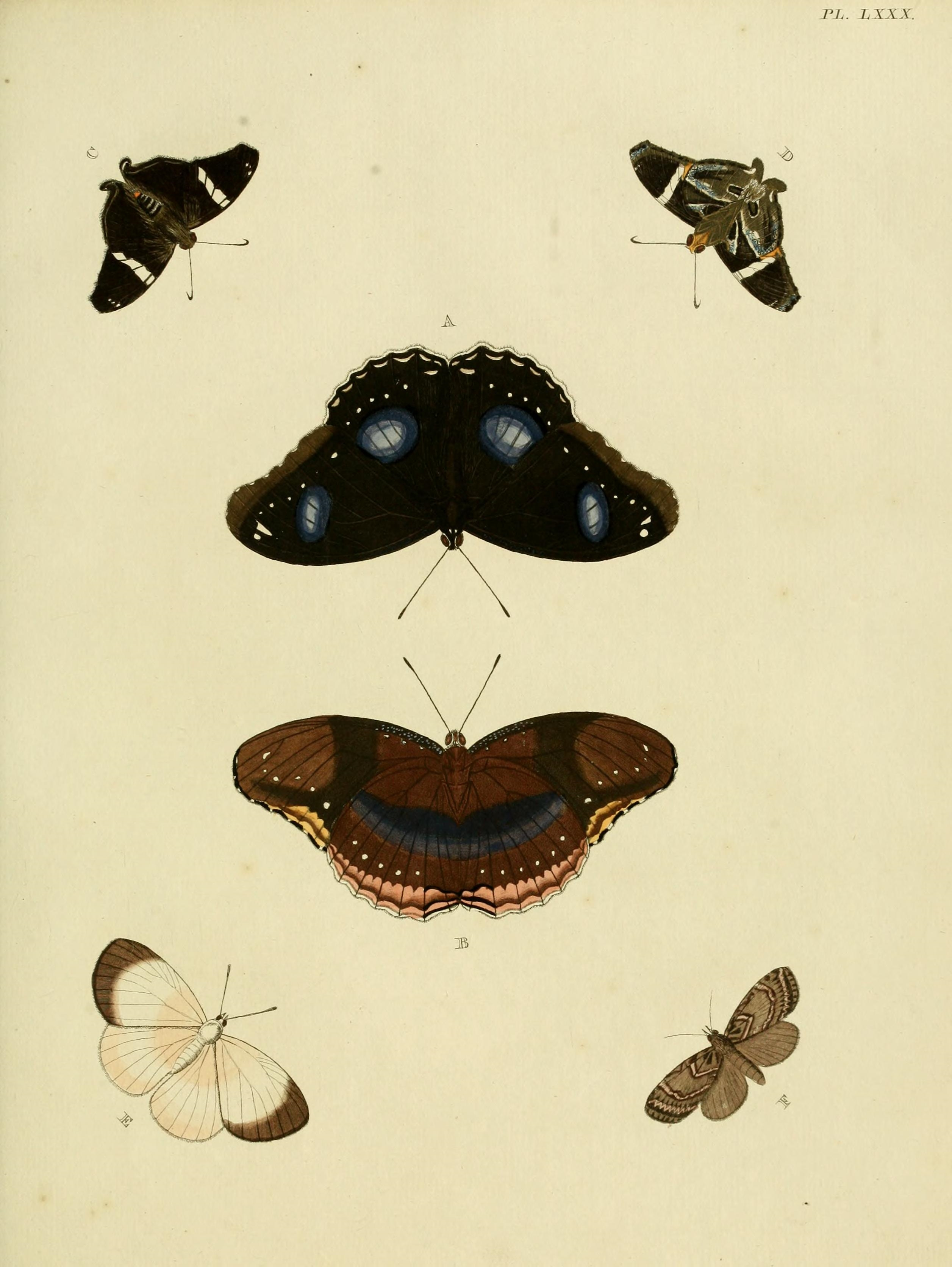